# تومي ستيوارت (عازف جاز)
تومي ستيوارت (بالإنجليزية: Tommy Stewart)‏ هو عازف جاز أمريكي، ولد في 19 نوفمبر 1939 في غادسدن في الولايات المتحدة.

## وصلات خارجية
- الموقع الرسمي
- تومي ستيوارت على موقع ميوزك برينز (الإنجليزية)